# Peter Brasch (Journalist)
Peter Brasch (* 22. Mai 1920 in Berlin; † nach 1984) war ein deutscher Journalist und langjähriger Chefredakteur der Frauenzeitschrift Brigitte.

## Leben
Peter Brasch arbeitete als Redakteur bei der erfolgreichsten Frauenzeitschrift der Nachkriegszeit, Constanze, die später in der Zeitschrift Brigitte aufging. Gemeinsam mit Constanze-Chefredakteur Hans Huffzky und seiner Kollegin Hannelore Holtz (später Krollpfeiffer) plante Brasch modernere Strukturen und Inhalte für die Brigitte. Diese Konkurrenz-Zeitschrift konnte auf eine wechselvolle Geschichte zurückblicken. Sie war 1886 in Berlin als Dies Blatt gehört der Hausfrau! gegründet und später in Brigitte umbenannt worden. Nach einem Wechsel vom Ullstein-Verlag zum Constanze-Verlag (1957), der auch die Constanze verlegte, damals im Besitz von John Jahr und Axel Springer   (ging später auf im Verlag Gruner + Jahr), sollte sie ein neues Gesicht bekommen. Es ging darum, mehr jüngere Leserinnen zwischen 18 und 23 Jahre zu gewinnen. (Constanze wurde Mitte der 50er Jahre – nach Ergebnissen der Marktforschung – zu 41,8 Prozent von Männern gelesen.)

## Chefredaktion
Nach einem kurzen Intermezzo von Hans Huffzky als Redaktionsleiter wurde Peter Brasch 1957 Chefredakteur der Brigitte, Hannelore Krollpfeiffer seine Stellvertreterin. Er leitete das vor allem aus Frauen bestehende Redaktionsteam 27 Jahre lang, bis 1984. Einer seiner Leitsätze lautete: „Wir machen eine Zeitschrift für Frauen, wie sie sind, und nicht, wie einige von uns sie sich wünschen.“ Der Bereich Mode füllt bis heute stets die ersten Seiten der Zeitschrift. Ende der 1960er Jahre erschien erstmals die Brigitte-Diät. Das inhaltliche Spektrum des Blattes von Kochrezepten über die Bereiche Kosmetik, Partnerschaft, Wohnen, Beruf und Literatur bis hin zu medizinischen und psychologischen Themen wurde zum Vorbild mancher der später gegründeten Frauenzeitschriften. Peter Brasch war mit der Brigitte-Redakteurin Marie-Anne Delfs verheiratet.

## Schriften
- Angelika Blume (Autor), Margaret Minker (Mitarbeit), Peter Koch (Zeichnungen), Peter Brasch (Herausgeber): Was noch vor der Liebe kommt. Empfängnisverhütung: Methoden, Erfahrungen, Entscheidungshilfe. Mosaik-Verlag, 1982, ISBN 3-570-06988-5, 8. Auflage 1989
- Erika Markmann (Autor), Peter Brasch (Herausgeber): Frauen machen sich selbständig. Mosaik-Verlag, München 1988, ISBN 3-570-03841-6, 2. Auflage 1990
- Jakits u. a. (Verfasser), Peter Brasch (Herausgeber): Kochen für die Klicke – 133 Rezepte – einfach, schnell, sicher, billig, für 2 und mehr Leute. Mosaik-Verlag, München 1987, ISBN 3-570-03602-2
- Elke Pomialko (Zusammenstellung), Peter Brasch (Herausgeber): Wir treffen uns morgen. Die schönsten Erzählungen aus Brigitte. Mosaik-Verlag, München 1987, ISBN 3-570-08034-X